# François d'Agincourt
François d'Agincourt (Rouen, 1684 - 30 d'abril de 1758) fou un organista, clavecinista i compositor francès.

## Biografia
D'Agincourt va néixer a Rouen i va rebre la seva primera formació musical allà. Aviat va marxar a París on probablement va estudiar amb Nicolas Lebègue i Jacques Boyvin. Entre 1701 i 1706 va treballar com a organista de Sainte-Madeleine-en-la-Cité a París, i el 1706 va tornar a Rouen i va esdevenir organista de la Catedral de Rouen, succeint a Jacques Boyvin. Va mantenir el càrrec fins a la seva mort uns 52 anys més tard ensems també portava l'orgue de l'abadia de Saint Ouen, en aquesta mateixa ciutat. Més tard també va treballar a St. Herbland, l'Abadia de Saint-Ouen (els mantindria tots dos fins a la seva mort també), i a St. Jean, tots en Rouen. El 1714 era prou conegut i respectat per ser nomenat un dels quatre organistes de la capella reial, (llavors va ser preferit a Louis-Claude Daquin, més jove que ell, què degué esperar a ser anomenat més tard). Jacques Duphly va estudiar amb d'Agincourt entre 1730 i 1731, però les seves obres supervivents no mostren cap influència considerable en l'estil del seu professor.
D'Agincourt només va publicar una única col·lecció de la seva música, 1er livre de clavecin (París, 1733). Conté 43 peces per a clavecí, clarament influenciades per François Couperin: les peces estan organitzades en ordres, fan un bon ús de l'ornamentació, i moltes són peces de personatges: escenes de gènere, retrats (de vegades dobles retrats), etc. La música d'orgue de D'Agincourt, que sobreviu en una còpia manuscrita feta pel renegat sacerdot i científic francès Alexandre Guy Pingré. El manuscrit, ara conservat a la Bibliothèque nationale de France, consta de 46 peces d'ús litúrgic. Són més progressistes que les obres d'orgue de Couperin, amb un ús freqüent d'elements de lestil galant. Les peces s'organitzen segons la modalitat, com és habitual en la música d'orgue francesa, però per raons desconegudes d'Agincourt omet completament la tercera modalitat. Les suites dels tres primers modes (és a dir, 1, 2 i 4) estan menys desenvolupades que les restants. A part de les peces per a teclat, només es coneixen tres cançons per a solista i basso continu, publicades a l'antologia Recueil d'airs sérieux et à boire el 1713 i el 1716.
Un retrat d'un alumne de Barthélemy-Jean-Claude s'identifica amb freqüència com un retrat de d'Agincourt.

## Obres
La seva obra escrita comprèn:
- Un llibre de recueil de peces de clavecí aparegut el 1733, que testimonia la seva admiració per François Couperin (mort el mateix any): com ell, nomena ordres a llurs quatre cuites i preval els retrats i peces de caràcter en relació amb danses tradicionals; això no obstant, el seu estil és menys melangiós, més exterior.
- Un llibre de 46 peces per a orgue (agrupades per tons), en estat de manuscrit.
- Un llibre d'àries amb baix continu.

| Obra                     | «Ordres»                     | Peces |
| ------------------------ | ---------------------------- | --- |
| Peces de clavecín (1733) | Premier ordre en ré mineur   | Allemande La Sincopée — Allemande La Couronne — Courante — Sarabande La Magnifique — Le Pattelin, rondeau — Gigue La Bléville — La Sensible, rondeau — Les Dances Provençales — La Caressante — La Sautillante — Menuet — Double du menuet précédant — Autre menuet.      |
| Peces de clavecín (1733) | Second ordre en Fa Majeur    | La Pigou — Le Colin Mailliard, rondeau — La Pressante Angélique — Le Précieux, rondeau — Les deux Cousines — Menuet — Chaconne La Sonning |
| Peces de clavecín (1733) | Troisième ordre en Ré Majeur | L'Ingénieuse — La Villerey ou les deux Sœurs — L'Agréable, rondeau — La Fauvette — La Misterieuse — Le Val Joyeux, vaudeville — Le Moulin à vent — La Minerve, rondeau — L'Etourdie, rondeau — Le presque rien, rondeau — La Courtisane, gavotte                          |
| Peces de clavecín (1733) | Quatrième ordre en mi mineur | Allemande La Couperin — Les Violettes fleuries, rondeau — La Tendre Lisette, rondeau — L'Empressée — La Janneton, rondeau — La Princesse de Conti, rondeau — L'Harmonieuse, rondeau — Les Tourtelles, rondeau — La Badine, rondeau — La D'houdemare — La Moderne — Menuet |